# Hermann Nappe
Hermann Nappe (* 30. März 1875 in Huntlosen bei Oldenburg in Oldenburg; † 21. Dezember 1943 in Itzehoe) war ein NSDAP-Politiker und ein Jahr lang kommissarischer Bürgermeister der Stadt Itzehoe.

## Leben
Nappe verpflichtete sich am 4. Oktober 1892 für eine zwölfjährige Dienstzeit bei der kaiserlichen Marine. Nach seiner Militärzeit ging er 1904 als Abteilungsvorsteher zur Stadtverwaltung Cottbus. Am 11. Oktober 1916 wechselte er zur Stadtverwaltung in Itzehoe, wo er am 1. April 1916 zum Bürodirektor befördert wurde. Er war seit dem 13. Dezember 1929 für die NSDAP im Magistrat der Stadt und trat am 1. Oktober 1930 in die Partei ein (Mitgliedsnummer 343.007). Am 15. April 1933 löste er den Bürgermeister Adolf Rohde im Amt ab und war bis 1934 kommissarischer Bürgermeister der Stadt.
Nappe war seit 9. August 1921 mit Anna Böge verheiratet und wohnte 1936 in der Liliencronstraße 13 in Itzehoe, wo er Ende 1943 68-jährig einem Herzinfarkt erlag.
In dem Roman Söldner und Soldat (1935) von Bodo Uhse, der 1929 im Stadtrat Itzehoes saß, wird er kurz erwähnt.